# 吳乃仁
吳乃仁（1947年12月16日—），臺灣政治人物。哈佛大學政治學碩士畢業，在戒嚴時期就已投入黨外運動，是民主進步黨新潮流系内的大老，與邱義仁、林濁水和洪奇昌等齊名，合稱新潮流四大天王。曾多次出任民進黨秘書長。與邱義仁為好友，被黃信介稱為「二粒土豆仁」。2018年12月14日，因不滿民進黨中生代共推卓榮泰參與黨主席補選，宣布退出新潮流和民進黨。

## 經歷
吳乃仁的父親出身台中望族，家境富裕。弟弟是吳乃德，兄弟倆在學生時期就與邱義仁結交成知己。吳乃仁從東海大學經濟學系畢業後，至美國哈佛大學留學。
1979年，發生美麗島事件，黨外運動原先的領袖人物紛紛入獄，新一代崛起。1981年，受邱義仁影響，吳乃仁開始參與黨外運動，擔任《深耕雜誌》社長。1983年，擔任黨外編聯會會長。1984年，參與創辦《新潮流雜誌》，被稱為黨外十八飛鷹之一。吳乃仁與邱義仁開始提倡群眾路線，希望透過組織反對黨，將台灣推向民主化。
1986年，民主進步黨成立，在創立之初財務困難，吳乃仁多次以自己的財產投入支持。
吳乃仁曾任民進黨中央黨部秘書長，於陳水扁執政後曾擔任眾多公職。2006年中，他辭去台灣證券交易所董事長職務，並在訪問中聲稱在兩岸關係上與邱義仁有不同觀點。報導指出，吳乃仁由於身世與工作因素，較能體會台商立場與台灣經濟的需要，因此在通航等議題上較為彈性。
从陳水扁时代到蔡英文时代，吳乃仁迄今共三次担任民進黨中央黨部秘書長，最近一次任期自2010年5月20日至12月20日。同日，民進黨正式确定五都選舉的台北市長候选人為蘇貞昌，以及台中市長候选人為蘇嘉全。蘇嘉全台中市長的選舉落敗後，蘇於2010年12月20日接替吳再次回任民進黨中央黨部秘書長，2011年2月23日任新境界文教基金會執行長。
2012年中華民國總統選舉，吳乃仁擔任蔡英文競選總部總幹事，卻在蔡英文敗選後跑路不見人影。
2006年，檢方指控吳乃仁在台糖董事長任內售地給春龍公司，涉及背信、圖利等罪，將他起訴。監察院於2011年9月16日通過彈劾案，該案移送公務員懲戒委員會審議。2012年2月29日，臺中地方法院依背信罪判刑三年。經長期上訴後，2014年3月26日臺中高分院再審，判處吳乃仁有期徒刑9個月。2014年5月28日，吳乃仁進入法務部矯正署宜蘭監獄服刑。
2018年12月14日，吳乃仁宣布退黨退流，並說(民進黨派系)新潮流系的組成是個失敗的實驗。

## 家庭
吳乃仁與其妻詹彩虹生有一子一女，詹彩虹曾在陳水扁政府時期擔任證券投資人及期貨交易人保護中心總經理。其女吳怡青曾在大學擔任國際貿易講師，38歲時接任台苯董事長，年薪超過新台幣1,000萬。其子吳怡翰為Ufc健身房創辦人，亦於台苯擔任董事。兩人2016-2018年間於台苯共領新台幣3,500萬，現在兩人仍是台鋼集團董事，一年領取百萬以上董事酬金。詹彩虹亦擔任台苯顧問並列席董事會。
民進黨臺北市黨部主任委員吳怡農為其侄子。

## 爭議事件

### 鐽震案
吳乃仁遭台北市政府以違反公司法公司未收股本不實登記規定，移送台北地檢署偵辦，主任檢察官莊俊仁偵結，鐽震公司業已收足首期股款8千萬，並未違反公司法規定，因此對吳乃仁予以「不起訴處分」。

### 台糖售地弊案
吳乃仁於2002年4月接任台灣糖業公司董事長後，由前立委洪奇昌引見，販賣台糖土地給春龍公司，2012年2月29日經台中地方法院依背信罪判刑3年10月、洪奇昌則判刑2年4月，春龍公司負責人潘忠豪4年2月、台糖前資產處長劉柏誠3年2月、月眉廠副廠長呂鈺玫2年8月、收受賄款140萬元的前台中縣政府建設處長賴英錫被依貪汙罪判刑8年2月 。
2013年3月13日，臺中高分院駁回上訴，吳乃仁徒刑3年10月定讞。民進黨中，包括段宜康、林濁水、王拓、賴清德等新潮流系成員，對法院判決提出質疑。洪奇昌提出多項新事證，申請再審。
2014年3月26日，臺中高分院再審判決，洪奇昌無罪，吳乃仁以背信罪有期徒刑9個月。

### 桃色風波
2017年10月，鏡周刊連續多日直擊，發現吳乃仁幾乎夜夜笙歌，流連台北市仁愛路一家有女陪侍的高檔鋼琴酒吧，身邊還常有一名豪乳正妹陪伴，並多次帶出場。但許智傑日前被問到與吳乃仁出入聲色場所，笑談當天是討論「宇宙大爆炸」，且吳乃仁上知天文、下知地理，到那裡只是男生聊天、女生倒酒，沒那麼嚴重。